# Piet de Zoete
Piet de Zoete  ('s-Gravenhage, 6 november 1943 – 29 mei 2023) was een Nederlands profvoetballer die onder contract stond bij eredivisionist ADO Den Haag.

## ADO Den Haag
Piet de Zoete speelde in totaal twaalf seizoenen voor ADO Den Haag. Met de club speelde De Zoete vijf KNVB bekerfinales.
Alleen in het seizoen 1967/68 wist De Zoete de finale te winnen, met 2-1 van AFC Ajax. Verder behaalde De Zoete met ADO drie keer de derde plaats in de Eredivisie, in 1964/65, 1965/66 en 1970/71; twee maal de vierde plaats met ADO in 1966/67 en 1967/68; en twee keer de vijfde plaats met FC Den Haag in 1971/72 en 1972/73. Zijn laatste wedstrijd die hij speelde was met ADO Den Haag tegen PSV op 28 april 1974. Deze wedstrijd werd met 0-3 verloren.
Na zijn spelersloopbaan werd hij fysiotherapeut. Daarnaast bleef hij aan ADO Den Haag verbonden; hij was onder andere driemaal hoofdtrainer ad interim en ook bestuurslid. In 2015 werd hij benoemd tot erelid van de club.

### KNVB Bekerfinales
| Jaar | Winnaar           | Uitslag      | Finalist    |
| ---- | ----------------- | ------------ | ----------- |
| 1963 | Willem II Tilburg | 3-0          | A.D.O.      |
| 1964 | Fortuna '54       | 0-0 ns (4-3) | A.D.O.      |
| 1966 | Sparta Rotterdam  | 1-0          | A.D.O.      |
| 1968 | A.D.O.            | 2-1          | AFC Ajax    |
| 1972 | AFC Ajax          | 3-2          | FC Den Haag |

## Statistieken
| seizoen | club                            | land             | competitie                | wed. | goals |
| ------- | ------------------------------- | ---------------- | ------------------------- | ---- | ----- |
| 1962/63 | A.D.O.                          | Nederland        | Eredivisie                | 11   | 1     |
| 1963/64 | A.D.O.                          | Nederland        | Eredivisie                | 16   | 0     |
| 1964/65 | A.D.O.                          | Nederland        | Eredivisie                | 24   | 3     |
| 1965/66 | A.D.O.                          | Nederland        | Eredivisie                | 28   | 3     |
| 1966/67 | A.D.O.                          | Nederland        | Eredivisie                | 32   | 5     |
| 1967    | San Francisco Golden Gate Gales | Verenigde Staten | United Soccer Association | 10   | 1     |
| 1967/68 | A.D.O.                          | Nederland        | Eredivisie                | 33   | 2     |
| 1968/69 | A.D.O.                          | Nederland        | Eredivisie                | 33   | 2     |
| 1969/70 | A.D.O.                          | Nederland        | Eredivisie                | 34   | 5     |
| 1970/71 | A.D.O.                          | Nederland        | Eredivisie                | 34   | 1     |
| 1971/72 | FC Den Haag                     | Nederland        | Eredivisie                | 34   | 0     |
| 1972/73 | FC Den Haag                     | Nederland        | Eredivisie                | 33   | 0     |
| 1973/74 | FC Den Haag                     | Nederland        | Eredivisie                | 30   | 1     |
|         |                                 |                  | Totaal                    | 352  | 24    |